# Thread (Netzwerkprotokoll)
Thread ist eine energiesparende Drahtlos-Mesh-Netzwerktechnologie mit geringem Stromverbrauch für IoT-Produkte, die sicher sein soll. Sie stellt letztlich ein IPv6-Netzwerk zur Verfügung. Die Protokollspezifikation ist kostenlos erhältlich, erfordert jedoch die Zustimmung zu und die Einhaltung einer EULA.
Im Juli 2014 wurde die Arbeitsgruppe „Thread Group“ gegründet, u. a. von Google Nest, Osram und Samsung. Seit August 2018 ist Apple Teil der Initiative.
Thread verwendet 6LoWPAN, welches das IEEE 802.15.4-Protokoll verwendet, und ist IP-adressierbar, bietet Cloud-Zugriff und AES-Verschlüsselung. Eine BSD-lizenzierte Open-Source-Implementierung von Thread („OpenThread“) wurde von Google Nest veröffentlicht.
Thread muss keine Anwendungsschicht verwalten. Es kann Anwendungsschichten unterstützen, wenn diese eine geringe Bandbreite beanspruchen und über IPv6 betrieben werden. Thread soll vermeiden, dass ein einzelner Ausfallpunkt („Single Point of Failure“) das gesamte System ausfallen lässt. Sofern das Netzwerk mit mehr als einem Router betrieben wird, kann ein anderer Router die Rolle des ausgefallenen übernehmen.
Auf Thread setzt der Standard Matter auf, um eine Interoperabilität zwischen den Internet-der-Dinge-Produkten herzustellen.